# マレーシアの警察

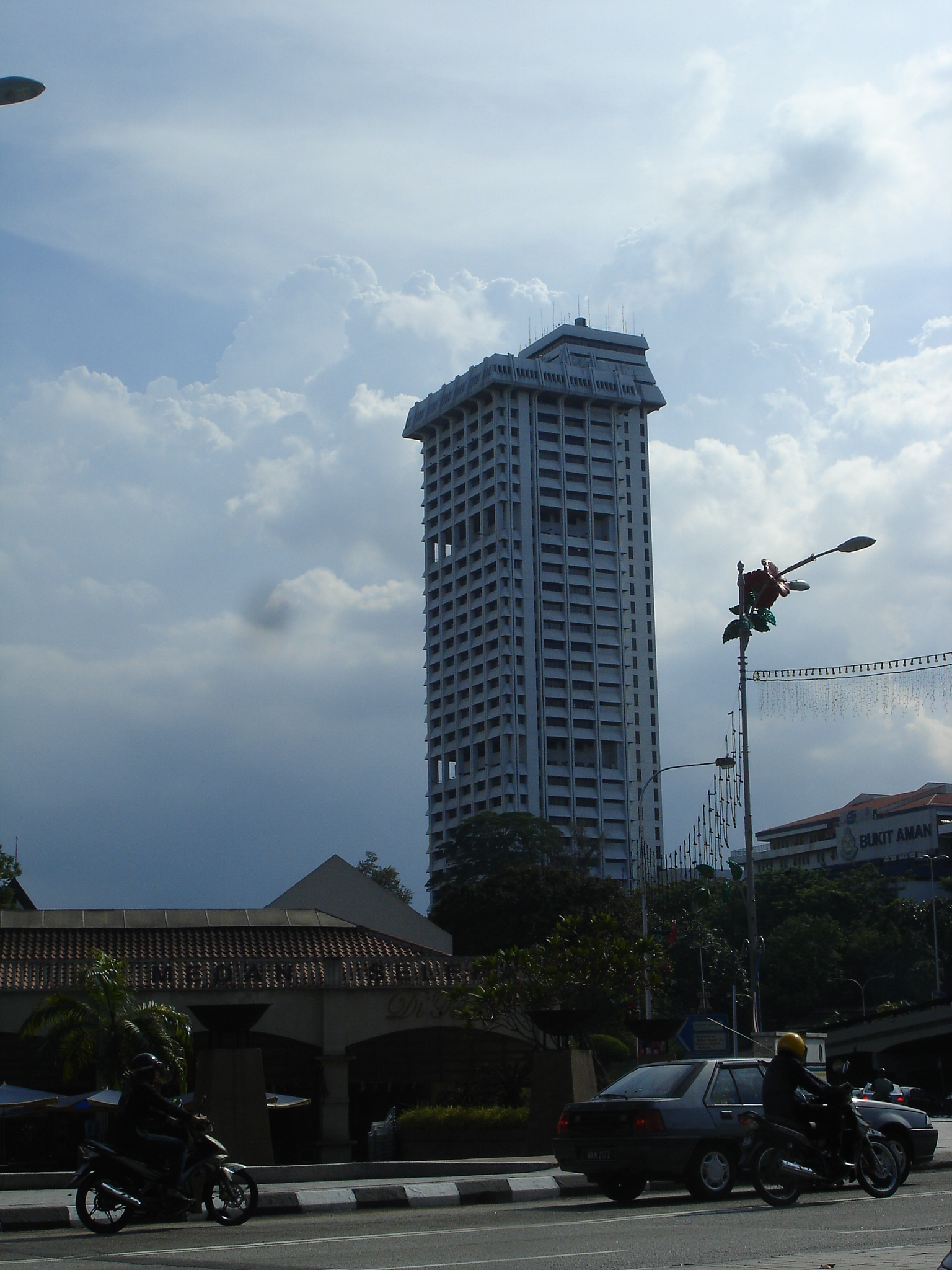
Bukit Aman

マレーシア警察の徽章

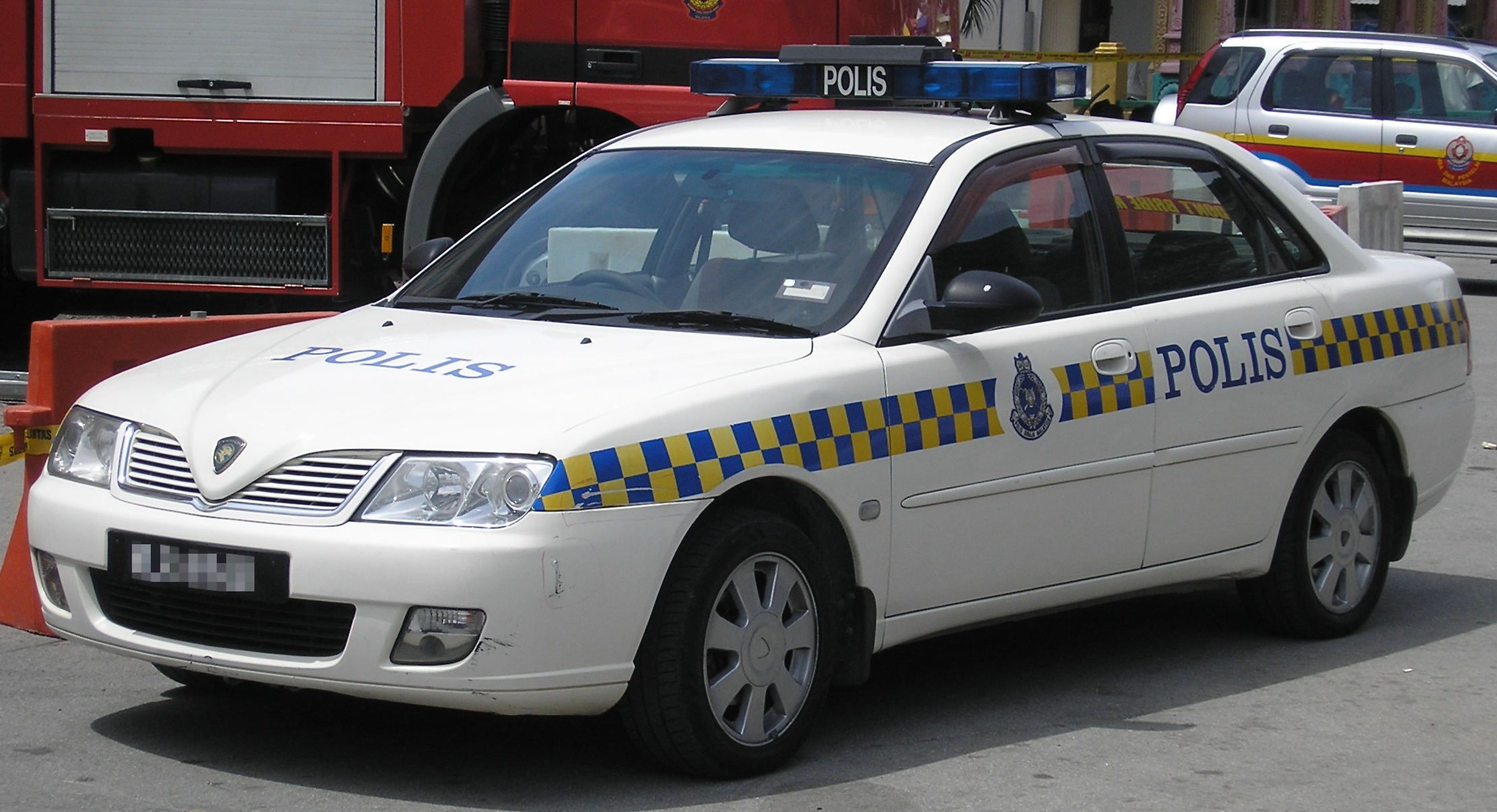
マレーシア警察のパトカー

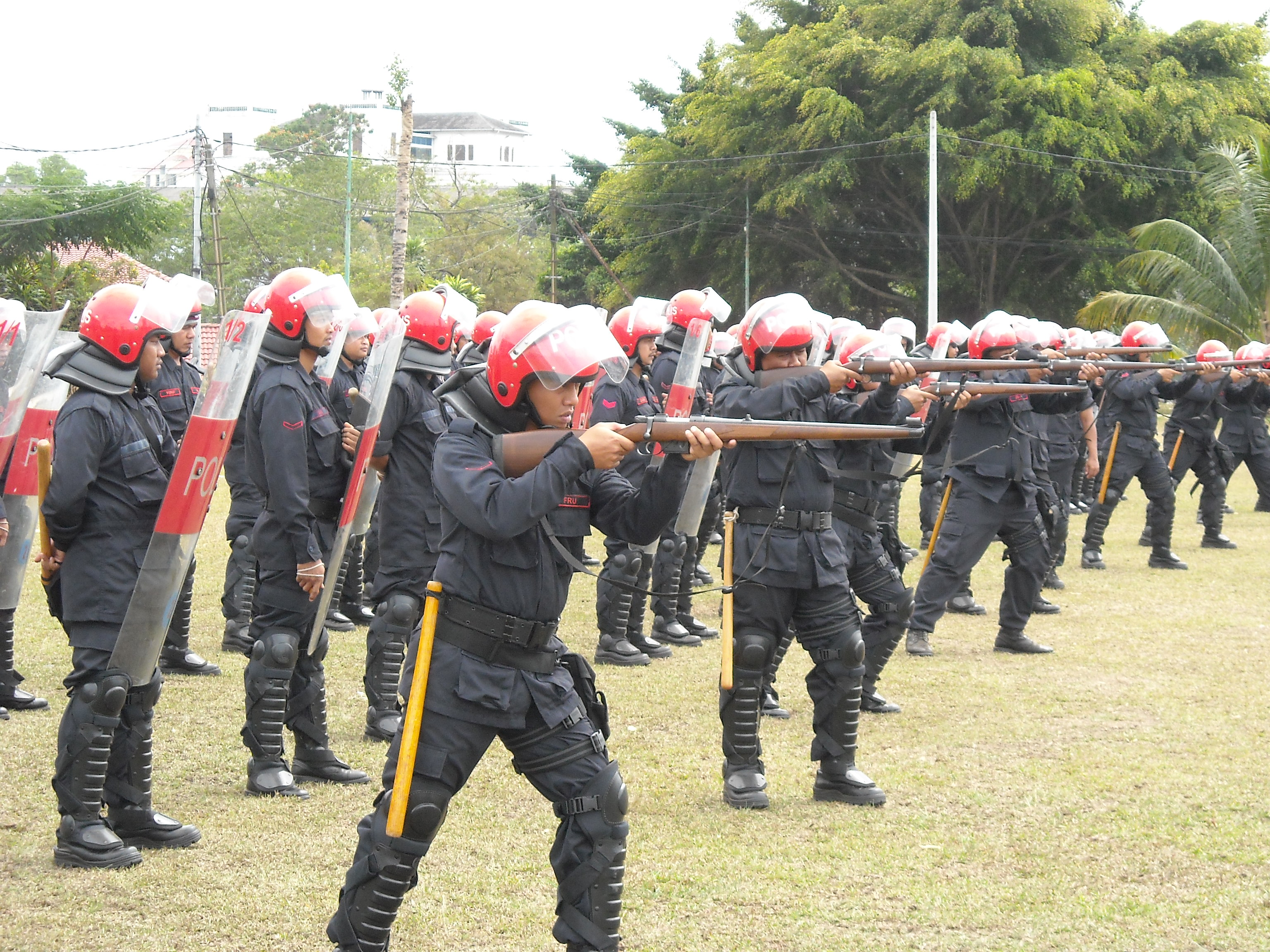
連邦予備役隊(機動隊に相当する組織)

マレーシア王立警察（マレーシアおうりつけいさつ、Royal Malaysia Police、マレー語: Polis Diraja Malaysia (PDRM)）は、マレーシアの警察組織。クアラルンプールに存在するBukit Aman(日本の警視庁本部に相当する施設)を本拠地に置いている。

## 概要
マラッカ王国時代より独自の治安維持組織は存在していたが、イギリス領時代のイギリス領マラヤおよびマラヤ連合時代の頃より近代的な警察組織が作られ、マラヤ騒乱時代には共産ゲリラ摘発にも従事した。
独立後の現在は、130,000人もの警官を有している。また、ゲリラ対策のために軍とともに抗反乱作戦を行う準軍事組織も統括している。

## 徽章
月と星
マレーシアの国教であるイスラム教を象徴している。
王冠
マレーシアの王制を象徴している。王冠に描かれたアラビア文字はそれぞれアラーとムハンマドを意味している。
虎の頭
王冠同様マレーシアを象徴している。
剣
描かれている剣は、どちらもマレーシアにとっては伝統的な刀剣であるクリスとクワレングである。

## 組織

### 警察組織
行政部
王立警察の中心部であり、すべての指揮および人事異動を扱う。これには、警察官の募集および管理、人事および給与の動員、広報活動が含まれている。
後方支援部
装備品・物資の調達を担当する。
犯罪捜査課（CID）
その名の通り、殺人、強盗、性犯罪など通常の犯罪に関する捜査を行う。
麻薬犯罪捜査課
麻薬犯罪に関する捜査を行う。
安全・公共秩序部
暴動・テロ対策や準軍事組織の統括を担当する。

### 汎用作戦部隊
マレーシア警察の準軍事組織は、主に汎用作戦部隊(マレー語: Pasukan Gerakan Am; PGA)と呼ばれる組織により組織されている。任務はジャングル内にいるゲリラや犯罪者の摘発、都市部や国境の警備、対密輸などである。

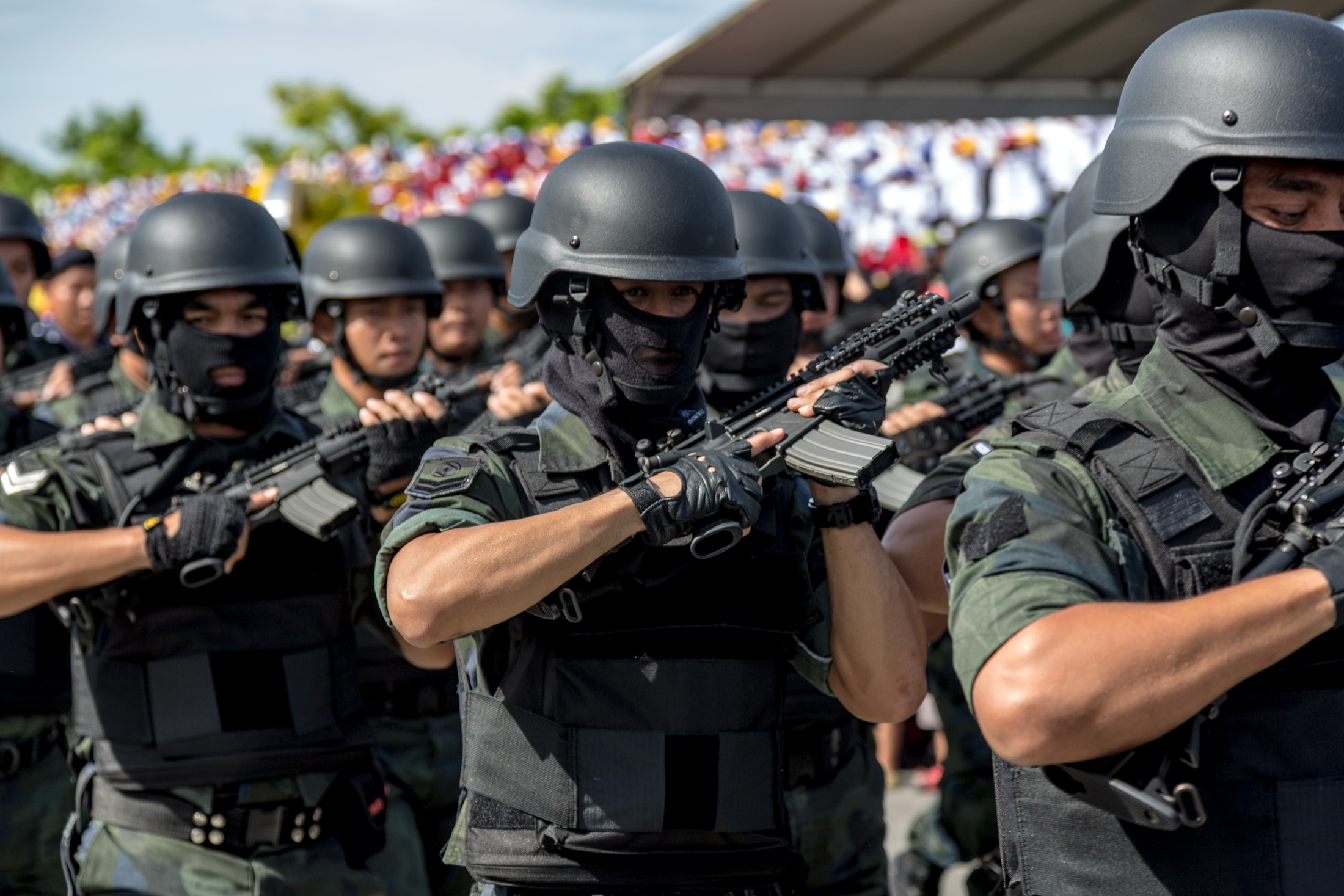
エリート部隊「虎小隊」隊員
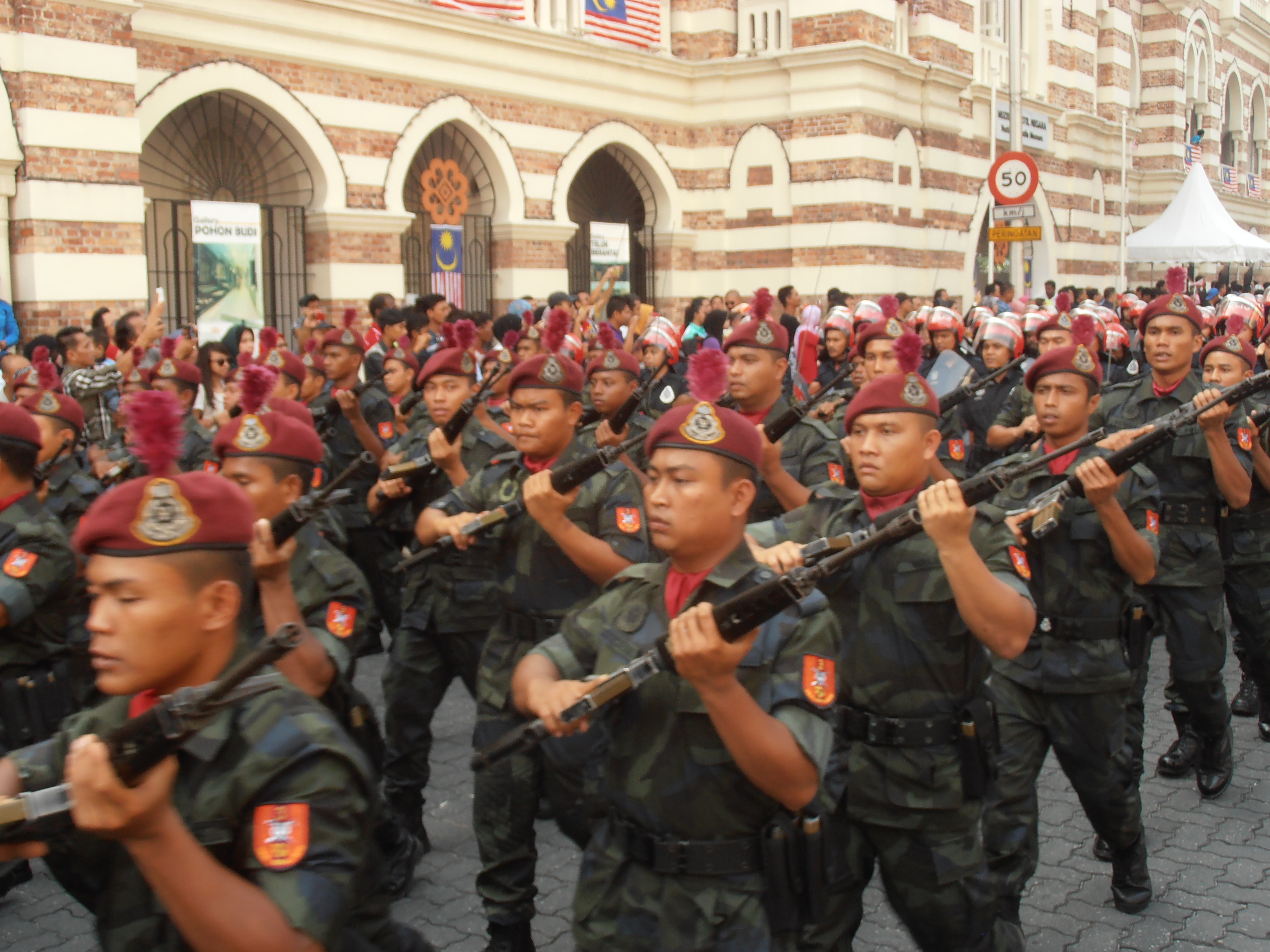
少数民族部隊「セノイ・プラーク」の隊員

### 海上作戦部隊
海上作戦部隊(マレー語: Pasukan Polis Marin)はマレーシア海域での捜索救難およびパトロール。通常警察への海域での捜査協力を担当する。また、特殊部隊として海上突撃部隊(マレー語: Unit Gempur Marin,UNGERIN),を有しており、海上での対テロ任務に特化している。

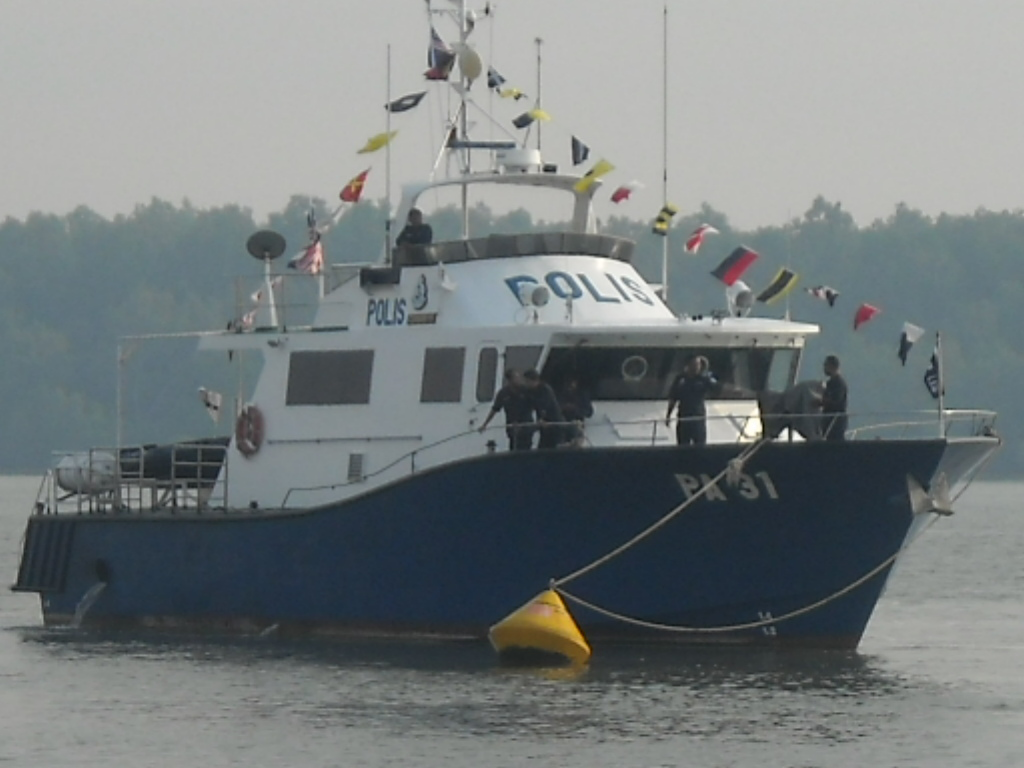
PA31パトロール艇
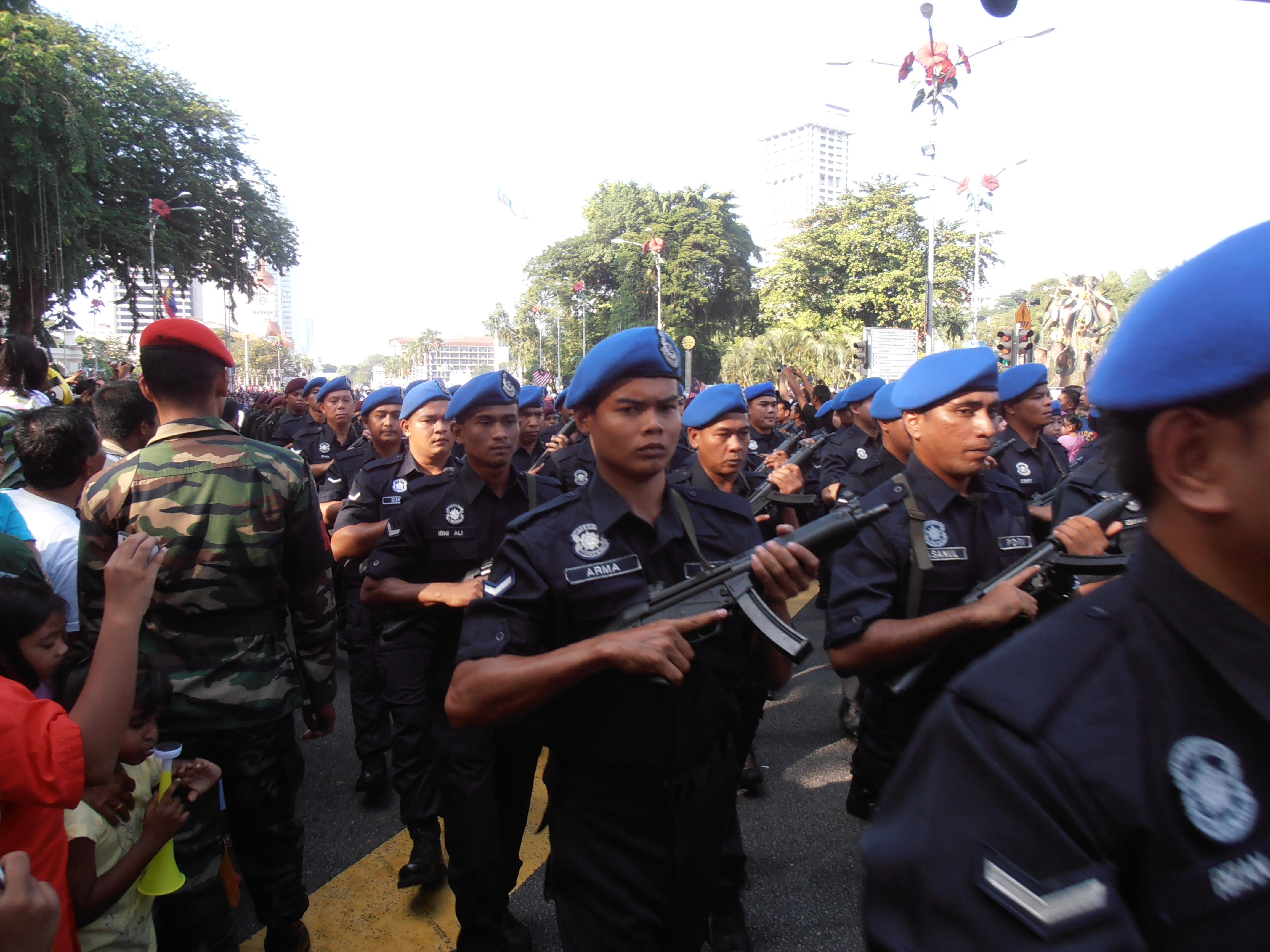
海上警察の警官
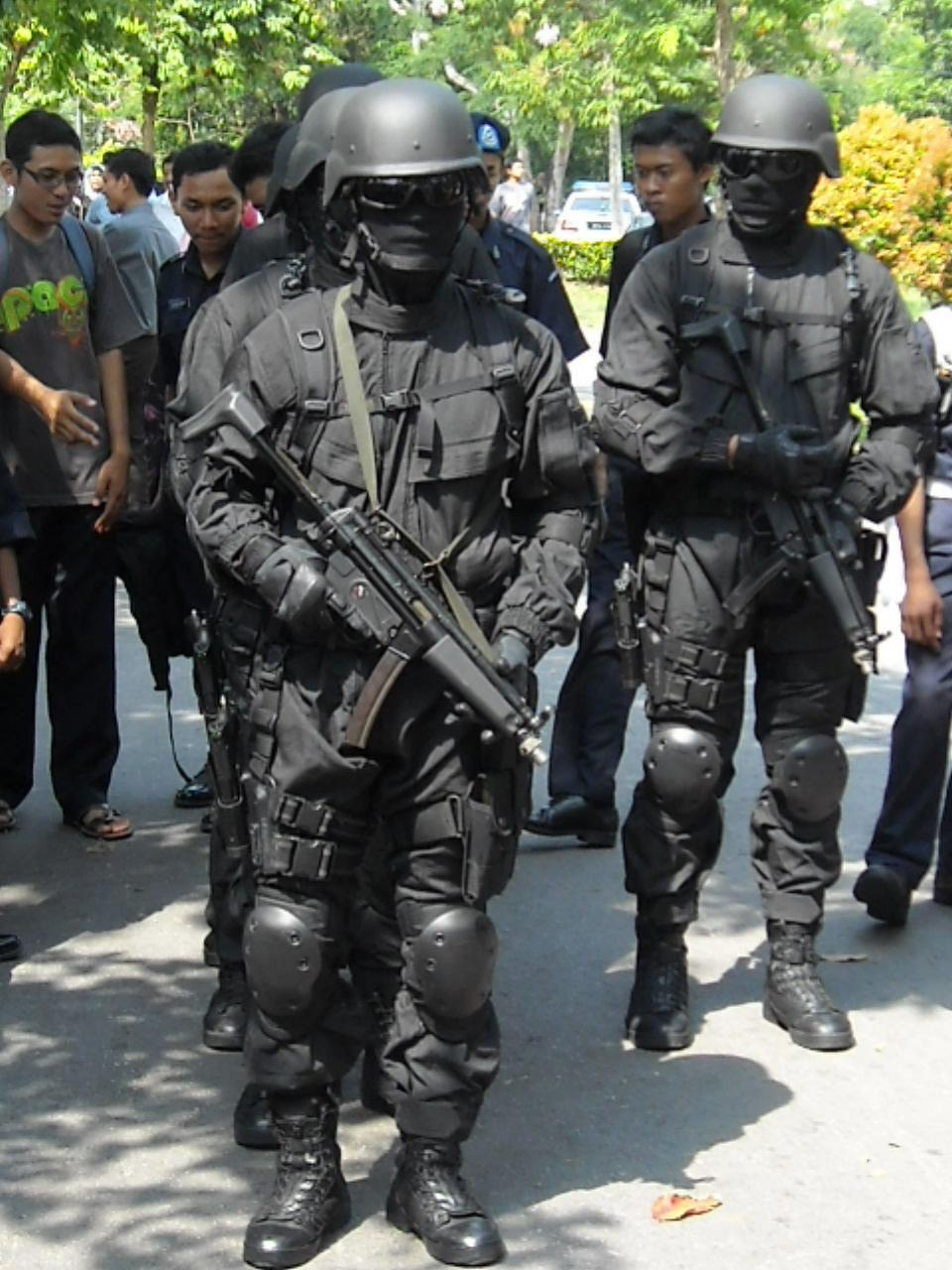
UNGERINの隊員

### 特殊作戦コマンド
特殊作戦コマンド(マレー語: Pasukan Gerakan Khas)は第69コマンド部隊(VAT69)と特別行動部隊(UTK)に分かれている。VAT69は元は汎用作戦部隊のエリート部隊であり、ジャングルにおける対テロ・ゲリラ作戦に特化している。反対にUTKはアメリカのSWATに相当する部隊で、都市部での立てこもり・対テロに特化している。

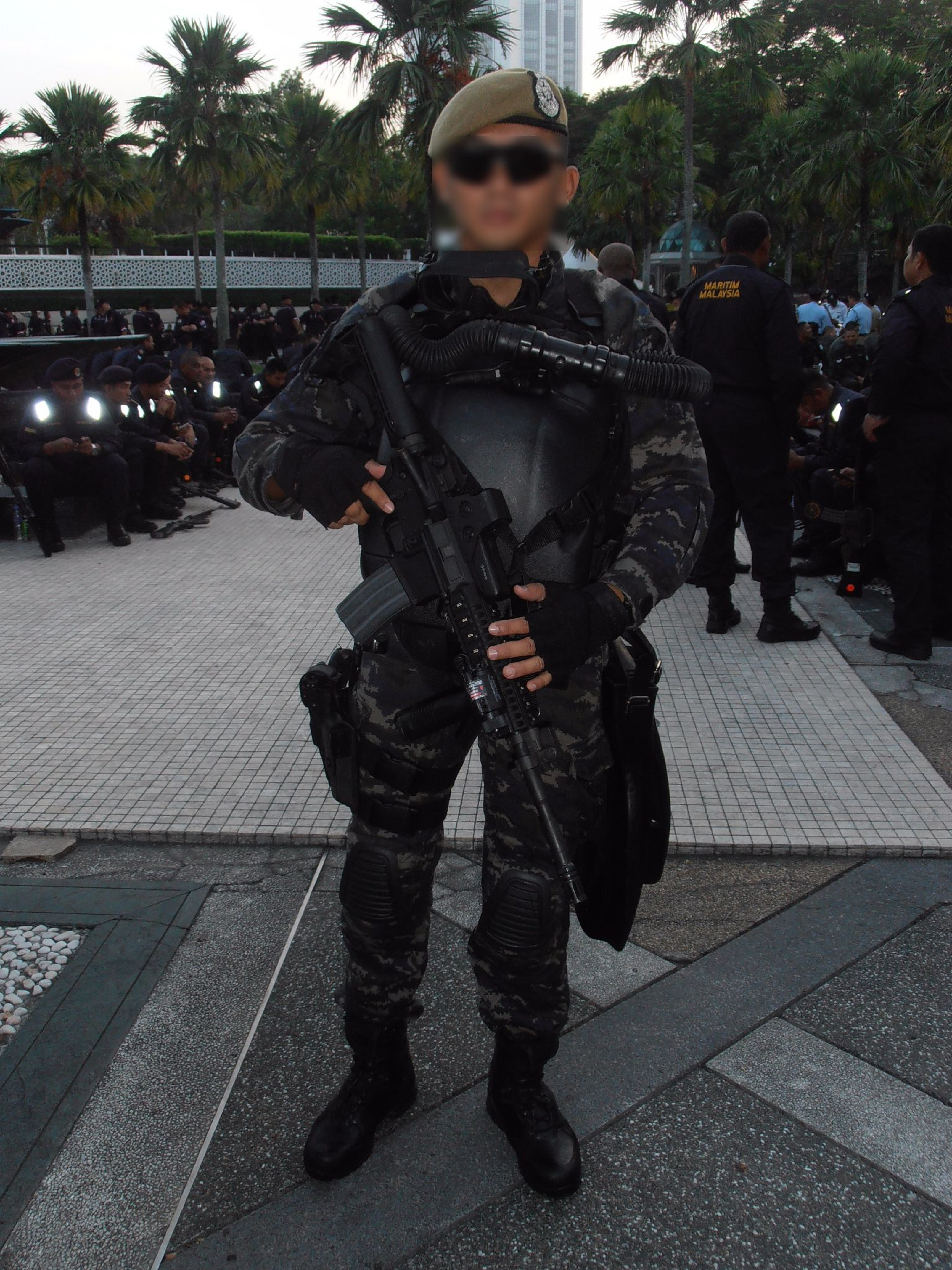
VAT69の隊員
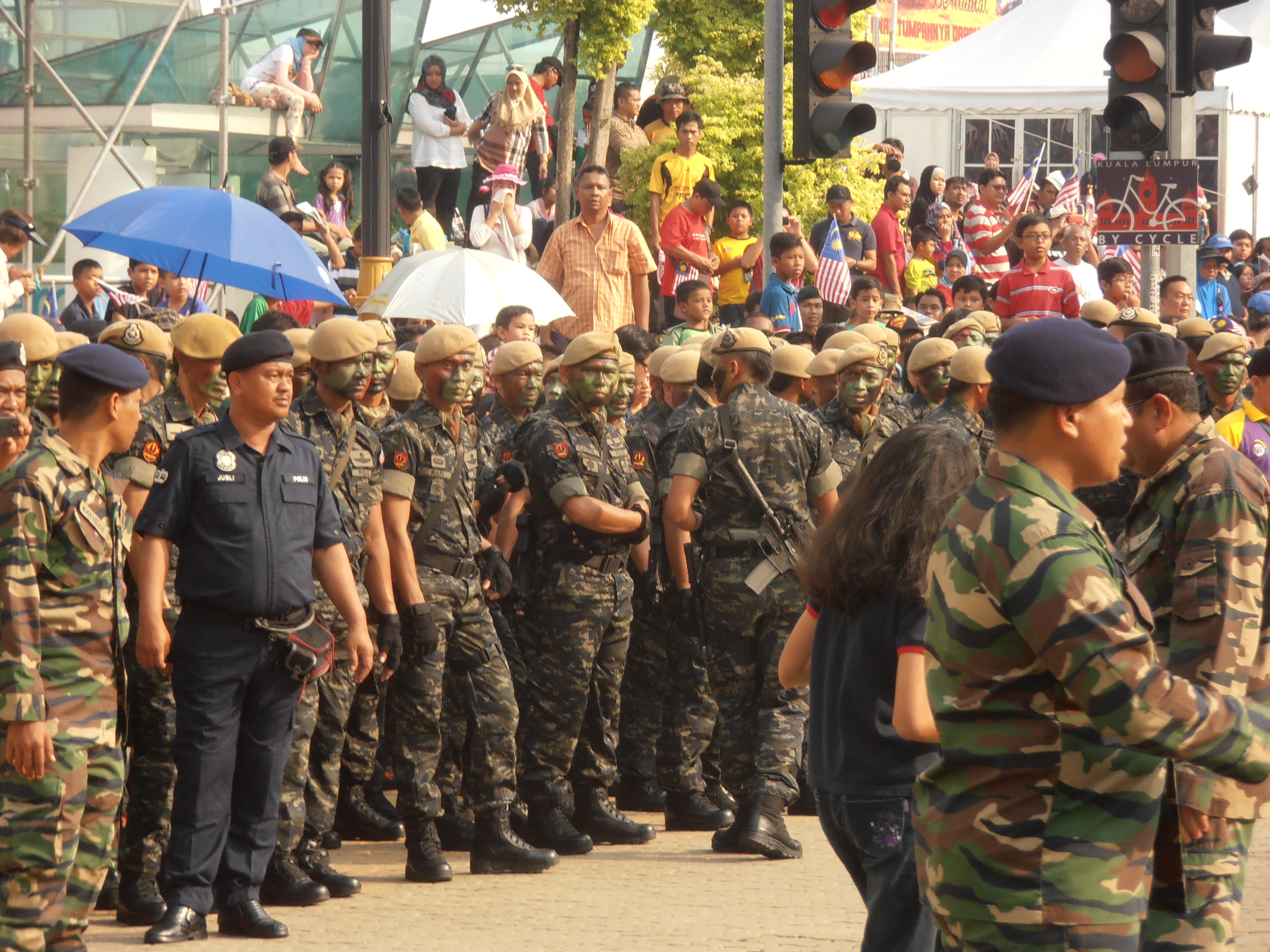
VAT69の隊員
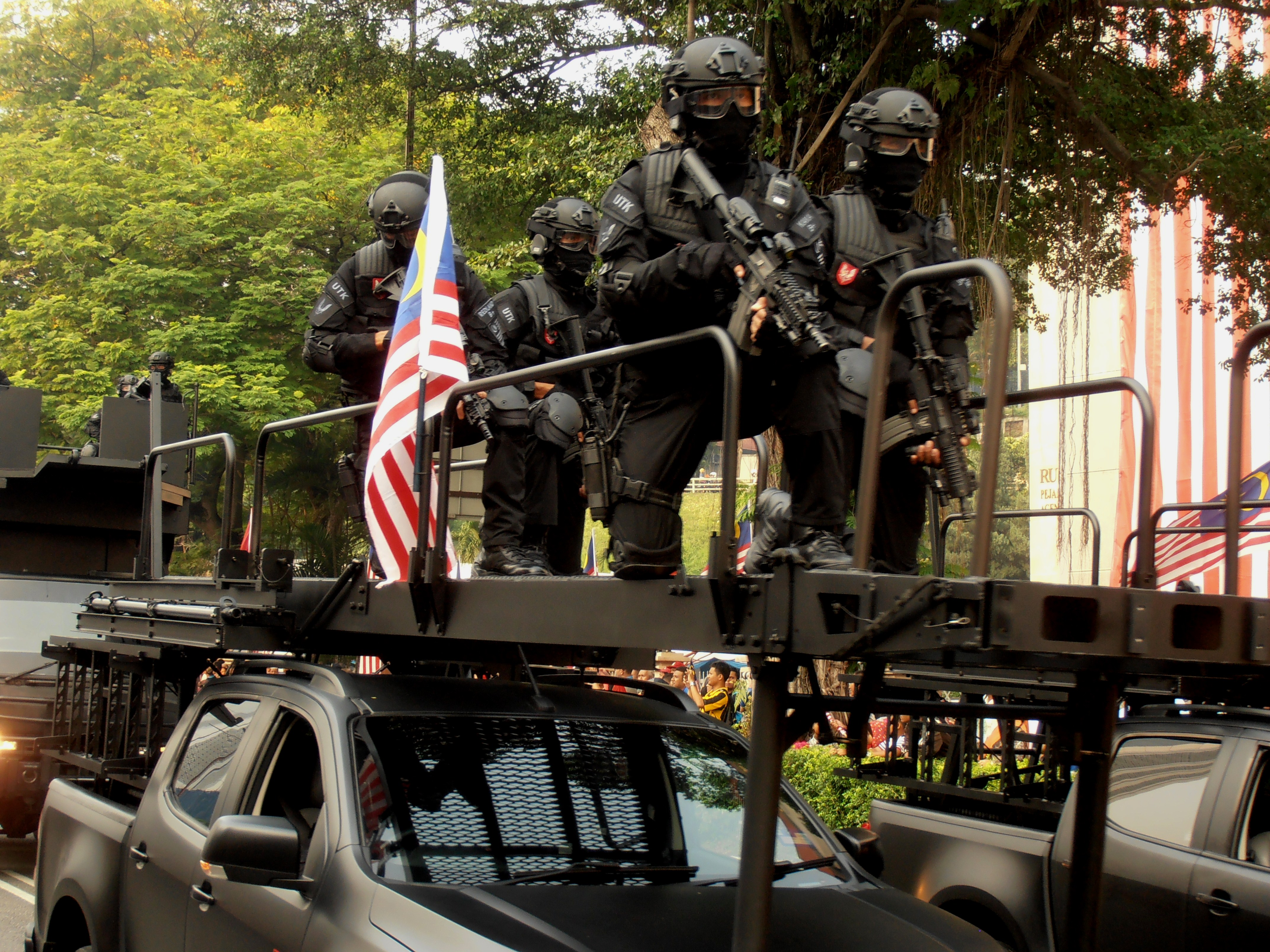
UTKの隊員